# Onésimo Hernández Lerma
Onésimo Hernández Lerma (Ciudad Obregón, Sonora, 16 de febrero de 1946) es un matemático, catedrático, investigador y académico mexicano. Es el fundador de la teoría de control estocástico en México. 

## Estudios y docencia
Realizó sus primeros estudios en su ciudad natal. Al cumplir quince años de edad ingresó al Colegio del Aire de la Fuerza Aérea Mexicana, en Zapopan, Jalisco, aunque quería ser piloto de aviación sólo pudo ingresar a la escuela de mantenimiento, donde cursó estudios por 3 años para después servir a la Fuerza Aérea durante 4 años. En 1965 quiso continuar sus estudios profesionales en el Instituto Politécnico Nacional (IPN) para ser ingeniero aeronáutico, sin embargo cambió de parecer y cursó la licenciatura en la Escuela Superior de Física y Matemáticas del IPN. Hizo su tesis sobre un tema de topología algebraica. Fue discípulo de José Adem y de Samuel Gitler.  De 1973 a 1975 hizo una maestría en el Centro de Investigación y de Estudios Avanzados del Instituto Politécnico Nacional (Cinvestav). Mediante una beca del Conacyt estudió un doctorado en la División de Matemáticas Aplicadas de la Universidad Brown en Rhode Island. 
En 1968 comenzó su labor como docente impartiendo clases en la Escuela Superior de Ingeniería Mecánica y Eléctrica (ESIME). Posteriormente fue jefe del Departamento de Matemáticas del Cinvestav e impartió clases en la Universidad Autónoma Metropolitana. Es creador de la Escuela Mexicana de Control Estocástico.

## Investigador y académico
En la década de 1980 fue pionero en la teoría de control estocástico cuyos principales campos de aplicación son la administración de recursos renovables y no renovables, el control de epidemias, el control de poblaciones, la economía, finanzas, ingeniería y tecnología. Asimismo, ha trabajado en las áreas de investigación de la programación lineal infinita y los procesos de Márkov. Es investigador nivel III del Sistema Nacional de Investigadores y  miembro del Consejo Consultivo de Ciencias de la Presidencia de la República.

## Obras publicadas
Ha escrito más de 100 artículos de investigación, 12 libros y monografías. Su trabajo ha sido citado en más de 800 ocasiones. Tiene 5584 citas en Google Académico ver Es árbitro de la revista Mathematical Reviews desde 1986, además colabora como evaluador de artículos con más de 30 revistas internacionales, ha sido miembro de los comités de Siam Journal on Control and Optimatization, Journal of Mathematical Systems, Estimation and Control, Aplicationes Mathematicae, Top, Revista de la Sociedad Española de Investigación Operativa y del Boletín de la Sociedad Matemática Mexicana. Entre algunos de sus trabajos se encuentran:
- Adaptive Markov Control Processes, en 1989.
- Discrete-Time Markov Control Processes: Basic Optimality Criteria, en 1996.
- Futher Topics on Discrete-Time Markov Control Processes, en 1999.
- Markov Chains and Invariant Probabilities, en 2003.

## Premios y distinciones
- Premio Nacional de Ciencias y Artes en el área de Ciencias Físico-Matemáticas y Naturales otorgado por la Secretaría de Educación Pública en 2001.[4]
- Doctor honoris causa por la Universidad de Sonora en 2003.
- Premio Thomson Reuters en 2003
- Investigador Emérito del Centro de Investigación y de Estudios Avanzados del Instituto Politécnico Nacional desde 2009.[5]